# Tweede Kamerverkiezingen 2006/Kandidatenlijst/CDA
De kandidatenlijst voor de Nederlandse Tweede Kamerverkiezingen 2006 voor het CDA werd op 30 september 2006 op het partijcongres in Amsterdam vastgesteld.
De Turks-Nederlandse kandidaten Ayhan Tonça en Osman Elmacı werden in de week voor het congres van de concept-lijst gehaald omdat ze weigerden de Armeense Genocide van 1915 te erkennen. Om toch een kandidaat van Turkse afkomst te hebben werd het zittende Kamerlid Coşkun Çörüz terug op de lijst geplaatst. Verder waren er tijdens het congres een paar kleine wijzigingen. Zo daalde Cees van der Knaap, destijds staatssecretaris van Defensie, van de 22e naar de 23e plaats.
Bij de verkiezingen haalde het CDA 41 zetels. Zes kandidaten werden direct met voorkeurstemmen gekozen te weten Jan Peter Balkenende, Maxime Verhagen, Maria van der Hoeven, Annie Schreijer-Pierik, Piet Hein Donner en Gerda Verburg. Omdat zij hoog op de lijst stonden had dit geen gevolgen voor andere kandidaten. Doordat verschillende Kamerleden doorschoven naar het kabinet en - in een later stadium - tussentijds opstapten zouden vrijwel alle kandidaten tot en met plaats 55 uiteindelijk in de Tweede Kamer komen.

## De lijst
- vet: verkozen
- schuin: voorkeurdrempel overschreden

1. Jan Peter Balkenende - 2.198.114 stemmen
2. Maxime Verhagen -  79.981
3. Maria van der Hoeven - 74.626
4. Gerda Verburg - 18.881
5. Piet Hein Donner - 25.279
6. Joop Wijn - 11.080
7. Pieter van Geel - 8.190
8. Joop Atsma - 16.169
9. Mirjam Sterk - 13.839
10. Annie Schreijer-Pierik - 31.788
11. Jan Schinkelshoek - 942
12. Jan de Vries - 2.119
13. Liesbeth Spies - 4.850
14. Kathleen Ferrier - 2.958
15. Karien van Gennip - 3.994
16. Henk Jan Ormel - 5.554
17. Ruud van Heugten - 2.314
18. Sybrand van Haersma Buma - 811
19. Coşkun Çörüz - 1.076
20. Eddy van Hijum - 1.422
21. Bas Jan van Bochove - 778
22. Ger Koopmans - 9.047
23. Cees van der Knaap - 724
24. Wim van de Camp - 7.109
25. Elly Blanksma-van den Heuvel - 3.139
26. Ad Koppejan - 2.065
27. Rikus Jager - 1.881
28. Cisca Joldersma - 1.149
29. Jan Jacob van Dijk - 683
30. Janneke Schermers - 3.350
31. Jan Mastwijk - 10.602
32. Frans de Nerée tot Babberich - 676
33. Jack Biskop - 1.343
34. Roland Kortenhorst - 1.468
35. Jos Hessels - 4.422
36. Jan ten Hoopen - 566
37. Pieter Omtzigt - 1.934
38. Nicolien van Vroonhoven - 1.286
39. Maarten Haverkamp - 734
40. Marleen de Pater-van der Meer - 820
41. Jules Kortenhorst - 713
42. Ans Willemse-van der Ploeg[2] - 1.095
43. Corien Jonker[2] - 1.375
44. Eddy Bilder[2] - 1.442
45. Raymond Knops[2] - 5.224
46. Sander de Rouwe[2] - 1.607
47. Madeleine van Toorenburg[2] - 636
48. Antoinette Vietsch[2] - 426
49. Margreeth Smilde[2] - 1.276
50. Sabine Uitslag[3][2] - 6.535
51. Ine Aasted Madsen[3][2] - 5.383
52. Wilbert Stolte - 355
53. Hein Pieper[2] - 1.536
54. Rendert Algra[2] - 10.510
55. Nihat Eski[2] - 816
56. Olger van Dijk - 4.362
57. Titus Frankemölle - 600
58. Dinand Ekkel - 388
59. Marieke van der Werf - 626
60. Theo Hanssen - 1.440
61. Gerald de Haan - 1.372
62. Gerda Kempen-van Dommelen - 360
63. Hennie Bogaards-Simonse - 169
64. Ans van Zeeland - 1.216
65. Couzijn Bos - 953
66. Jan Eerbeek - 230
67. Jet Weigand-Timmer - 140
68. Marjolein Hak-Loots - 1.827
69. Thea Koster - 425
70. Gerben Karssenberg - 120
71. Brigit Homan - 554
72. Pieter Jan van der Zaag - 231
73. André Kolodziejak - 274
74. Luc Jalink - 2.606

1977 · 1981 · 1982 · 1986 · 1989 · 1994 · 1998 · 2002 · 2003 · 2006 · 2010 · 2012 · 2017 · 2021 · 2023
CDA · PvdA · VVD · SP · Fortuyn · GroenLinks · D66 · ChristenUnie · SGP · Nederland Transparant · PvdD · EénNL · PVV · Lijst 14 · Partij voor Nederland · CDDP · LibDem · VSP · Ad Bos Collectief · GVIP · Lijst 21 · Tamara's Open Partij · Solide Multiculturele Partij · hetZeteltje